# Push (Film)
Push ist ein Science-Fiction-Thriller aus dem Jahr 2009 von Regisseur Paul McGuigan mit Chris Evans, Dakota Fanning und Camilla Belle in den Hauptrollen. Der Film handelt von einer Gruppe Menschen, die mit übernatürlichen Kräften ausgestattet sind und von der Regierung gejagt werden, um deren Superkräfte militärisch auszubeuten.

## Handlung
Wie einst die Nationalsozialisten versuchen die Regierungen der Welt Menschen mit besonderen Begabungen zu Soldaten zu machen.
Zu diesen Begabungen zählen folgende Fähigkeiten:
- Seher können die Zukunft sehen. Trotzdem kann sich diese Zukunft ändern.
- Mover bewegen Dinge mit Hilfe von Telekinese. Sie können sich und andere mit einem Druckschild schützen.
- Pusher können anderen Erinnerungen und Gefühle eingeben, damit diese alles tun, was sie wollen.
- Bluter stoßen hochfrequente akustische Vibrationen aus, die Blutgefäße und den Gleichgewichtssinn von anderen zerstören können.
- Schnüffler können erkennen, wo sich Menschen befinden, wenn sie an Dingen riechen oder diese berühren, die die gesuchten Menschen zuvor besessen haben.
- Wandler können Dingen für eine kurze Zeit ein anderes Aussehen geben, erzeugen jedoch lediglich Illusionen.
- Löscher können das Gedächtnis oder bestimmte Erinnerungen einer Person dauerhaft löschen.
- Schatten sind dazu in der Lage, Menschen vor Schnüfflern zu verbergen.
- Heiler können schwere Verletzungen bei anderen heilen und zerstörte Zellen wiederherstellen. Sie können ihnen ihre Schmerzen später jedoch wiedergeben.

Die US-amerikanische Organisation, die versucht, durch Experimente mit Menschen außergewöhnlicher Fähigkeiten ihr Militär zu stärken, ist die so genannte Division. Sie hat einst den Vater des Movers Nick getötet. Seitdem schlägt sich Nick mit illegalem Glücksspiel durch und versteckt sich in Hongkong. Dort findet ihn schließlich die 13-jährige Cassie Holmes, eine Seherin, die die Zukunft malen kann. Sie bringt Nick dazu, nach einer Frau und einem Koffer zu suchen, die laut ihren Visionen die Zukunft der Begabten ändern kann.
Als sie die Frau finden, stellt sie sich als Nicks frühere Freundin Kira heraus, die eine Pusherin ist. Sie ist die erste, die die Injektion eines kräftestärkenden Mittels, einem Experiment der Division, überlebt hat. Nach dieser Injektion gelang ihr die Flucht vor der Division. Deshalb will die Division sie unbedingt finden und lässt sie überall von Schnüfflern und Sehern suchen. Auch die Triade sucht sie mit Hilfe einer Seherin und zwei Blutern.
Nick schafft es mit Kira und Cassie zu fliehen, aber die Division und die Triade bleiben ihnen auf den Fersen. Er wendet sich an seinen alten Freund „Hook“, einen Wandler, und den Schatten Pinky Stein. Weil Pop Girl, die Seherin der Triade, ihnen aber ständig auf den Fersen ist, kommt Nick auf eine Idee. Er schreibt allen seinen Freunden Briefe, in denen er ihnen bestimmte Aufgaben zuweist, und dann schließlich einen letzten Brief an sich selbst. Von einem Löscher lässt er sich daraufhin sein Gedächtnis löschen. Ab sofort gelingt es der Seherin nicht mehr ihre Schritte vorauszuahnen.
Kira, die ein lebenswichtiges Medikament von der Division braucht, liefert sich inzwischen dieser aus. Agent Carver – ebenfalls ein Pusher – überzeugt sie, dass sie sich freiwillig der Prozedur ausgesetzt hat und sie ebenfalls Agentin der Division ist. Währenddessen finden die anderen den Koffer, der das Stärkungsmittel enthält. Mit Hilfe der Briefe und Hooks besonderer Kräfte machen sie ein Verwirrspiel mit der Triade und der Division.
Im finalen Kampf werden die Triade und die meisten Divisionsagenten getötet. Nick will Kira davon überzeugen, dass sie ihn kennt und liebt. Sie glaubt ihm nicht, weshalb er sich die Injektion selber setzt. Die Division ist überzeugt, er wäre tot und das Mittel verloren, aber Cassie hat das Mittel mit Sojasauce vertauscht, weshalb Nick die Injektion überlebt. Sie überlegen, das Mittel als Tauschmittel einzusetzen, um Cassies Mutter aus den Händen der Division freizupressen.
Am Ende findet Kira einen von Nicks Umschlägen in ihrer Handtasche. Er enthält ein Foto, das beweist, dass sie ihn einmal liebte. Außerdem steht dort „töte ihn“. Kira pusht Carver mit dem Befehl, sich selbst zu töten.

## Synchronisation
| Darsteller             | Sprecher           | Rolle          |
| ---------------------- | ------------------ | -------------- |
| Scott Michael Campbell | Rainer Fritzsche   | Agent Holden   |
| Corey Stoll            | Matti Klemm        | Agent Mack     |
| Dakota Fanning         | Laura Elßel        | Cassie Holmes  |
| Ming-Na Wen            | Silke Matthias     | Emily Hu       |
| Djimon Hounsou         | Erich Räuker       | Henry Carver   |
| Cliff Curtis           | Tobias Kluckert    | Hook Waters    |
| Camilla Belle          | Anne Helm          | Kira Hollis    |
| Chris Evans            | Dennis Schmidt-Foß | Nick Gant      |
| Joel Gretsch           | Bernd Vollbrecht   | Nick’s Vater   |
| Maggie Siff            | Antje von der Ahe  | Teresa Stowe   |
| Neil Jackson           | Bernhard Völger    | Victor Budarin |

## Hintergrund
Der Film wurde in Hongkong gedreht. Das Budget des Films wurde auf 38 Millionen US-Dollar geschätzt. Am 29. Januar 2009 feierte der Film in Kalifornien seine Weltpremiere. Die Veröffentlichung des Films in Deutschland auf DVD und Blu-ray Disc mit einer FSK-16-Freigabe erfolgte am 2. Oktober 2009 von der Universum Film GmbH. Insgesamt beliefen sich die Einnahmen in den USA auf über 31,8 Millionen US-Dollar.
Für die Hauptrolle war ursprünglich Channing Tatum vorgesehen. Diese wurde schließlich an Chris Evans vergeben, der dem Regisseur im Science-Fiction-Film Sunshine aus dem Jahr 2007 aufgefallen war. Inspiriert durch den Film Casablanca wurde als Drehort Hongkong ausgewählt, da dies nach Aussage des Regisseurs das Pendant Casablancas in der aktuellen Zeit sei, ein Ort, an dem sich Flüchtige versteckt halten könnten. Als weitere Inspiration des Films, insbesondere der Versuch, Menschen mit übernatürlichen Fähigkeiten für das Militär arbeiten zu lassen, wurden US-amerikanische Projekte des Defense Intelligence Agency herangezogen, allen vor das Projekt Stargate zur Fernwahrnehmung. Es finden sich weitere Ähnlichkeiten mit Experimenten russischer und US-amerikanischer Wissenschaftler aus Zeiten des Kalten Krieges. Um bei den Aufnahmen in den Straßen Hongkongs ein möglichst authentisches Bild einfangen zu können, entstanden die Filmaufnahmen zu den Szenen auf offener Straße im Guerilla-Stil, wobei unter anderem mit versteckten Kameras aus Lieferwagen heraus gefilmt wurde und viele Szenen als One Take entstanden. Obwohl Camilla Belle in der Rolle der Kira auf offener Straße in einer Szene entführt wird und keine offenkundig sichtbare Filmcrew auf ein Filmset schließen ließ, reagierte keiner der Passanten, um der Darstellerin zu helfen.
Es erschien eine Comic-Mini-Serie, die die Geschichte erzählt, die dem Film vorausgeht. Diese Comics, die mit Illustrationen von Bruno Redondo von Marc Bernardin und Adam Freeman geschrieben wurden, erschienen bei Wildstorm.

## Kritiken
„Wer flott erzählt, kommt besser weg. Der schottische Regisseur Paul McGuigan hat das längst verstanden. […] Und tatsächlich funktioniert bei seinem B-Movie Push all das, was man im überteuerten, glanzpolierten Blockbuster-Mainstream nicht mehr sehen kann. […] Mit imposanter Spielfreude breitet McGuigan seine Geschichte aus, wichtiger als das Was ist ihm das Wie. Ohne viele Computereffekte, mit toller Stunt-Arbeit und Pyrotechnik, eindrucksvoll fotografiert (Kamera: Peter Sova) und mit hübschem Ensemble ist Push ein kleiner, kantiger Genre-Film mit gelegentlich erfreulich garstigem Unterton. Vor allem aber ist es einer ohne viel Gerede.“

„In Push tun sich menschliche Abgründe auf, indem die beklemmend realistische Idee von der psychischen Manipulation und Gedankenkontrolle durchgespielt wird.“

„Inszenatorisch bietet der Mutantenstadl sauberes Sci-Fi-Entertainment mit originellen Antihelden und Verfolgungsjagden durch Hongkong. Die ewige Leier vom zweifelnden Heroen, der sein Schicksal nicht akzeptieren will, hätte sich Regisseur Paul McGuigan („Lucky Number Slevin“) dagegen sparen können. Fazit: Unspektakulärer Zeitvertreib für Hobbymutanten.“

„Gediegen ausgestatteter Science-Fiction-Thriller mit vielen Spezialeffekten, die das schwache Drehbuch und die umständliche Plotkonstruktion nicht verdecken können.“

## Auszeichnungen
Der Film war für einen Golden Reel Award der Motion Picture Sound Editors in der Kategorie Best Sound Editing – Sound Effects and Foley in a Feature Film nominiert.